# Die Fexer
Die Fexer sind eine deutsche Blasmusik-Band. Die Formation begann bei der Blaskapelle Berngau mit dem Musizieren.
Der Name leite sich vom Dialektwort „Fechser“ ab, welches Ableger bedeutet.
Sie hatten Auftritte bei mehreren Sendungen des Bayerischen Rundfunks (Brettl-Spitzen, Wirtshausmusikanten beim Hirzinger, Wir in Bayern, Bayerischer Kabarettpreis, Abendschau und Tangrintler Volkstheater). Auch in Niedersachsen, der Schweiz, Oberösterreich, Canada, China und Dubai traten sie schon auf.

## Preise
- 2014: Zwieseler Fink[4]
- 2016: Volxmusik-Grandprix[5]

## Diskografie
- 2020: Gewaxen (Housemaster Records)[6]
- 2024: Erwaxen (Housemaster Records)[7]